# Вибухи комунікаційних пристроїв «Хезболли» в Сирії та Лівані
Масові вибухи комунікаційних пристроїв бойовиків «Хезболли» відбулися 17 та 18 вересня 2024 року в Лівані та Сирії. 

## Передумови
Хезболла раніше відмовилася від високотехнологічних пристроїв та смартфонів, які відносно легко відстежувати, натомість їх намагалися замінити на "броньовані" пейджери, і ізраїльські спецслужби скористалися такою можливістю. 10 листопада ізраїльський прем'єр-міністр Біньямін Нетаньяху визнав, що операцію провів саме Ізраїль.
Ізраїльська розвідка почала готувати пейджери з вмонтованою вибухівкою, паралельно запустивши дезінформацію через закупівельників Хезболли, щоб метою переконати їх придбати потрібну модель. Броньовані апарати задовольнили угруповання, після чого було закуплено тисячі своїх пристроїв для бойовиків. Всі пристрої було закуплено у компанії, створеної Моссадом.

## Вибухи

### Перша хвиля
17 вересня 2024 року близько 15:30 за східним часом багато пейджерів по всій території Лівану та Сирії вибухнули в результаті скоординованої атаки на членів терористичної групи "Хезболла", багато з яких були серйозно поранені. За даними Міністерства охорони здоров'я Лівану, більшість постраждалих були в цивільному одязі, і їхня приналежність до «Хезболли» була під питанням.
В Ассошіейтед Прес писали, що пристрої могли бути начинені вибухівкою ще до прибуття до Лівану. Нью-Йорк Таймс повідомив, що ізраїльські спецслужби перехопили поставки і начинили пейджери невеликою кількістю вибухівки. Агентство Рейтер повідомило, що анонімне ліванське джерело стверджувало, що в пристрої була вставлена плата, яка могла підірвати до трьох грамів вибухівки при отриманні коду. За даними ABC News, Ізраїль планував операцію принаймні 15 років. Найпоширенішим наслідком вибухів були травми обличчя та очей і за словами Трейсі Чамуна, пейджери видавали звук, щоб заохотити користувачів взяти пристрої в руки й піднести їх до голови. В інших повідомленнях говориться, що пристрій вібрував і показував повідомлення про помилку на екрані, і детонував тільки тоді, коли користувач натискав кнопку для усунення помилки, що збільшувало ймовірність того, що оператор пристрою буде тримати його в руках.
Вибухи сталися в кількох районах, де Хезболла має сильну присутність, в тому числі в її оплоті Дахіє в Бейруті; на півдні Лівану; і в долині Бекаа поблизу сирійського кордону, де повідомлялося про вибухи в містах Аалі-ен-Нахрі і Ріяк. У Сирії також повідомлялося про вибухи пейджерів в Дамаску і його околицях. Були ранні повідомлення про те, що 19 членів Корпусу вартових ісламської революції (КВІР) були вбиті в Сирії, але пізніше КВІР опублікував заяву, що жоден з його членів не загинув. Вибухи, як повідомляється, продовжували відбуватися протягом 30 хвилин після перших детонацій, посилюючи хаос, що утворився в результаті.
Свідки повідомляли, що бачили багато людей, які стікали кров'ю з ран після вибухів. В одному випадку вибух стався в кишені штанів чоловіка, який стояв біля магазину. На фото і відео з південних передмість Бейрута було видно людей, що лежали на землі з пораненнями на руках або біля кишень.
Близько 150 лікарень прийняли жертв нападу, в яких спостерігалися хаотичні сцени. Лікарні на півдні Лівану, в долині Бекаа і південних передмістях Бейрута були переповнені пацієнтами, багато з яких страждали від поранень обличчя, рук і талії. У відповідь Міністерство охорони здоров'я порадило особам, які мали пейджери, позбутися їх і наказало лікарням залишатися в стані «підвищеної бойової готовності». Воно також закликало медичних працівників з'явитися на роботу і попросило їх не користуватися бездротовими пристроями. Державне Національне інформаційне агентство закликало здавати кров. З північних міст Триполі та Аль-Каламун були направлені бригади швидкої допомоги для надання допомоги в Бейруті.
Атака сталася за день після того, як спеціальний посланник адміністрації Байдена Амос Хохштайн відвідав Ізраїль і застеріг прем'єр-міністра Біньяміна Нетаньяху від провокування серйозної ескалації в Лівані.
Внаслідок першої хвилі вибухів загинуло щонайменше 16 людей: дев'ять у Лівані та сім у Сирії. За повідомленнями, поранення отримали за різними даними від понад 3000 до понад 4000 осіб, і понад 500 бойовиків втратили зір. Вибухи торкнулися кількох важливих об'єктів «Хезболли», в тому числі в передмісті Бейрута Дахія, Півдні Лівану і в долині Бека. «Хезболла» назвала цей інцидент кібератакою та «найбільшим порушенням безпеки організації» і поклала відповідальність на Ізраїль.

### Друга хвиля
Друга хвиля вибухів почалася увечері 18 вересня, коли в ході вибухів рацій та радіоелектронного обладнання загинули щонайменше 14 осіб та понад 450 отримали поранення. Повідомлялося також про вибухи іншої електроніки, наприклад, сонячних батарей. Хезболла заявила, що це були ручні радіостанції. Постраждалими пристроями були УКХ-рації Icom IC-V82, які використовуються бойовиками Хезболли. Виробництво моделі IC-V82 припинилося у 2014 році, а компанія Icom раніше випустила рекомендаційне попередження про підроблені радіостанції, в тому числі IC-V82, і заявила 19 вересня, що проводить розслідування. Керівник відділу продажів американської філії компанії заявив, що трансивери виявилися «підробленими».
Повідомлялося про вибухи в Бейруті, долині Бекаа та на півдні Лівану. Вибухи також спричинили пожежі щонайменше у двох будинках. Інші вибухи сталися на похоронах трьох членів Хезболли та дитини, які загинули під час перших вибухів у Бейруті. Також повідомлялося про вибухи інших електронних пристроїв, таких як біометричні пристрої для зняття відбитків пальців, хоча залишається незрозумілим, чи ці пристрої загорілися від інших вибухів, чи здетонували самі по собі. Цивільна оборона Лівану заявила, що відреагувала на пожежі, які спалахнули в 60 будинках і магазинах, в тому числі в магазині літієвих акумуляторів в Мадждель-Сельмі, а також в 15 автомобілях і численних мотоциклах. Ці пожежі були спровоковані вибухом радіостанцій і двох пристроїв для зняття відбитків пальців у різних місцях по всій провінції Набатія. Один скомпрометований пристрій був виявлений у машині швидкої допомоги біля Медичного центру Американського університету Бейрута і знешкоджений під час контрольованого вибуху ліванською армією.
Після другої хвилі вибухів група чоловіків напала на автомобілі Тимчасових сил ООН в Лівані в Тирі, перш ніж втрутилися ліванські збройні сили. За повідомленнями, прихильники Хезболли перешкоджали журналістам проводити зйомки. Ліванський Червоний хрест відправив 30 машин швидкої допомоги для транспортування постраждалих.